# Poncol (Poncol)
Poncol is een bestuurslaag in het regentschap Magetan van de provincie Oost-Java, Indonesië. Poncol telt 4414 inwoners (volkstelling 2010).